# Mario Kart: Double Dash!!
Mario Kart: Double Dash (マリオカートダブルダッシュ!! Mario Kāto: Daburu Dasshu!!?) es un videojuego de carreras de karts desarrollado y distribuido por Nintendo para la consola GameCube. Es la cuarta entrada principal de la serie Mario Kart. Al igual que en títulos anteriores, Double Dash desafía a los personajes de la serie Mario a competir entre sí en 16 pistas con temática de Mario. El juego introdujo una serie de características de juego, como tener dos pilotos por kart.
Double Dash se lanzó en noviembre de 2003 y recibió críticas positivas de los críticos. Obtuvo una puntuación total de 87 sobre 100 en Metacritic; Los críticos elogiaron los gráficos, las nuevas funciones de juego, las listas de personajes y elementos, la estética arcade y el diseño de la pista, pero el audio recibió reacciones encontradas. Tuvo un éxito comercial, con más de 3,8 millones de copias vendidas en los Estados Unidos y más de 802.000 copias vendidas en Japón. Es el segundo juego de GameCube más vendido de todos los tiempos, con alrededor de 7 millones de copias en todo el mundo, detrás de Super Smash Bros. Melee.

## Modos de juego

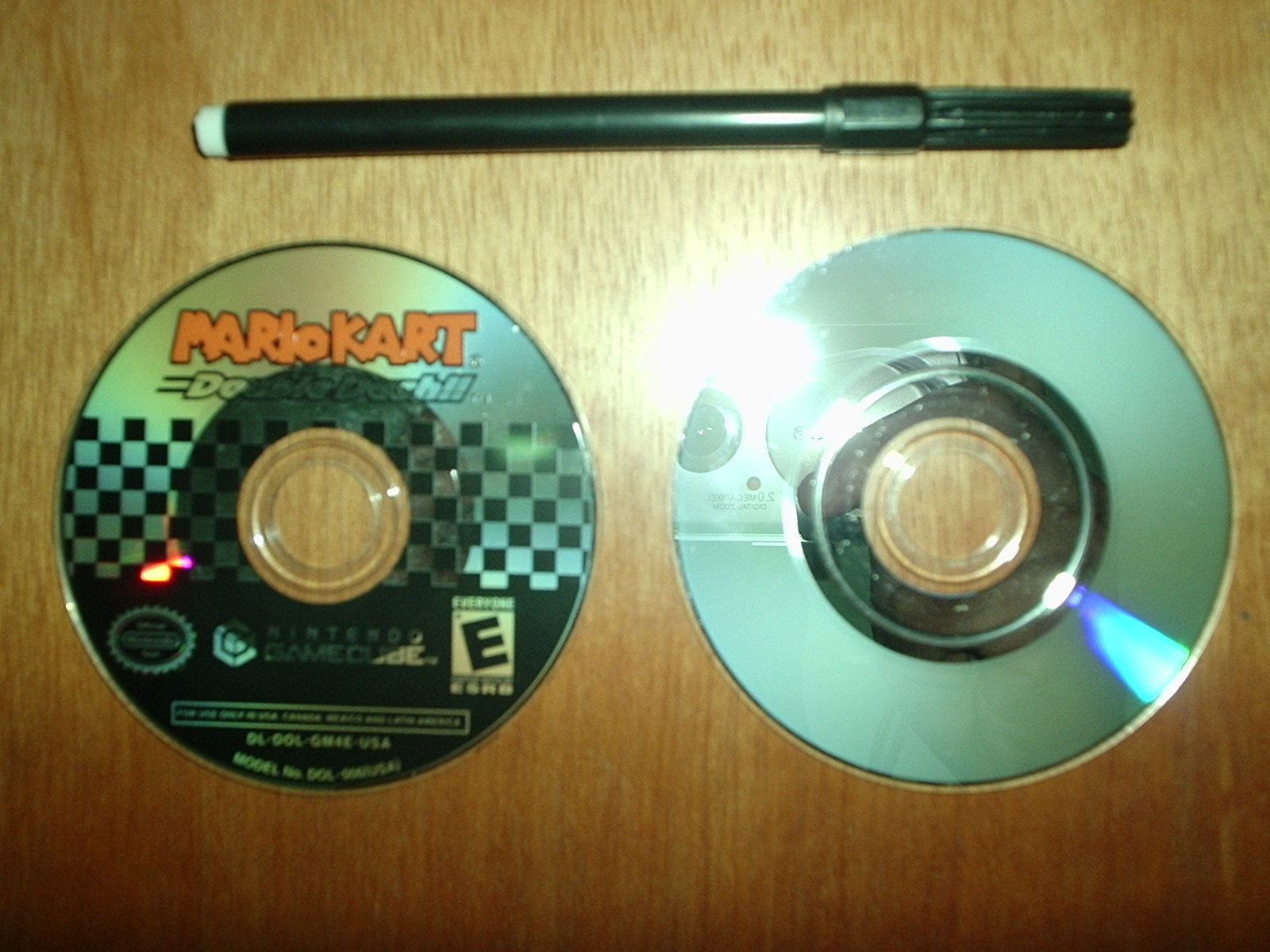
Disco óptico de Mario Kart: Double Dash!!

Hay cuatro modos de juego en Mario Kart: Double Dash!!: Grand Prix, Contrarreloj, Versus y Batalla. La mayoría de los modos se puede jugar de forma cooperativa, mientras que algunos sólo se pueden jugar por sí mismos en las carreras de un solo jugador.
- Grand Prix - Permite que jueguen una o dos personas humanas. En este modo, se compite contra 7 o 6 equipos, que son controlados por la consola, en una serie de circuitos predeterminados. El jugador puede elegir competir utilizando tres clases de tamaño de motor diferentes, 50 cc, 100 cc y 150 cc. Una cuarta clase desbloqueable, Modo Espejo, permite al jugador competir a través de una versión reflejada de los circuitos utilizando el tamaño del motor 150 cc. Dado que todos los karts van más rápido al utilizar tamaños de motor más altos, las cuatro clases sirven como niveles de dificultad. Hay 16 circuitos, divididos en cuatro copas, Champiñón (Mushroom), Flor (Flower), Estrella (Star) y Especial (Special), esta última es desbloqueable. Una quinta copa tiene al jugador compitiendo en cada circuito, llamada Recopa (All-Cup Tour). La copa comienza siempre con el Circuito de Luigi y termina con la Senda Arco Iris, pero los circuitos restantes aparecen en orden aleatorio. Cada carrera es de 3 vueltas de largo, excepto para el Parque Bebé, que tiene 7, y Coliseo Wario, que tiene 2, respectivamente. Después de que todos los jugadores humanos cruzan la línea de meta, las posiciones de los equipos controlados por ordenador se bloquean inmediatamente y se les da puntos basados en esas 8 posiciones, que van de 0 a 10. Al final de la copa, habrá una ceremonia de premios para los tres equipos, donde van a obtener un trofeo que van desde el bronce para el tercer lugar, plata para el segundo y oro para el primero. No importa la posición que consigan después de cada carrera, todo el mundo se moverá debido a estas nuevas reglas.

- Contrarreloj (Time Trials) - En este modo de un solo jugador, él tiene que terminar cualquiera de los 16 circuitos en el menor tiempo posible. El mejor tiempo se guarda como un fantasma, una copia al carbón del jugador con el que puede competir en su contra en carreras posteriores. Cada personaje recibirá 3 champiñones, que se pueden utilizar en cualquier momento durante la carrera.

- Versus - En este modo, los jugadores pueden elegir cualquier circuito y carrera para hasta 4 oponentes humanos con reglas personalizadas tales como cambiar la frecuencia o el número de vueltas en cada carrera concepto. Disponible solamente para dos, tres o cuatro jugadores humanos.

- Batalla (Battle) - En el modo batalla, el jugador lucha contra tres oponentes controlados por humanos utilizando objetos dispersos por todo un campo de batalla. Está la Batalla de Globos juego tradicional de batalla de reventar globos, en el que el jugador debe utilizar los objetos para hacer explotar los tres globos de un oponente, mientras que defiende los suyos. Además, dos nuevos juegos se han implementado. El primero, Asalto el Sol, consiste en capturar un Sol y mantener la posesión del mismo durante un período de tiempo. El otro, Bob-ombardeo consiste en lanzar Bob-ombs a los oponentes para acumular puntos. Al igual que en las anteriores entregas, los campos de batalla están encerrados, con un diseño variable y un arsenal de reposición de objetos. Disponible solamente para dos, tres o cuatro jugadores humanos.

- Juego de red de área local (LAN) - Double Dash!! también cuenta con el juego de red de área local (LAN) usando el adaptador de banda ancha de Nintendo GameCube. Hasta ocho consolas GameCube se pueden conectar, permitiendo carreras multijugador de 16 jugadores, en el que dos jugadores controlan cada kart.

## Personajes
Aquí se enlistan a todos los personajes disponibles en Mario Kart: Double Dash!!, su peso, su coche personal y su objeto especial. Dos personajes pueden ir sobre un coche al mismo tiempo, mientras que uno va conduciendo, el otro va usando los objetos, golpea a otros jugadores e incluso puede robar objetos de otros.

### Personajes iniciales
| Personaje      | Peso   | Coche (personal)   | Objeto especial         |
| -------------- | ------ | ------------------ | ----------------------- |
| Mario          | Medio  | Fuego Rojo         | Bolas de fuego (rojas)  |
| Luigi          | Medio  | Fuego Verde        | Bolas de fuego (verdes) |
| Princesa Peach | Medio  | Calesín Corazón    | Corazón                 |
| Princesa Daisy | Medio  | Calesín Florido    | Corazón                 |
| Yoshi          | Medio  | Turbo Yoshi        | Huevo de Yoshi          |
| Birdo          | Medio  | Turbo Birdo        | Huevo de Birdo          |
| Bebé Mario     | Ligero | Boogey a gu-gú     | Chomp Cadenas           |
| Bebé Luigi     | Ligero | Cochecito sonajero | Chomp Cadenas           |
| Estela         | Pesado | Star Coach         | Star                    |
| Luma           | Ligero | Luma Kart          | Star                    |
| Donkey Kong    | Pesado | Jumbo DK           | Plátano gigante         |
| Diddy Kong     | Ligero | Locomokong         | Plátano gigante         |
| Bowser         | Pesado | Rey Koopa          | Caparazón de Bowser     |
| Bowsy          | Ligero | Coche Bala         | Caparazón de Bowser     |
| Wario          | Pesado | Carro de Wario     | Bob-omb                 |
| Waluigi        | Medio  | Turbo Waluigi      | Bob-omb                 |

### Personajes ocultos
| Personaje  | Peso   | Coche (personal) | Objeto especial     | Modo de desbloquearlos                                                            |
| ---------- | ------ | ---------------- | ------------------- | --------------------------------------------------------------------------------- |
| Toad       | Ligero | Kart Toad        | Champiñón dorado    | En el modo Grand Prix, en la dificultad 100 cc, ganar la copa Especial (Special). |
| Toadette   | Ligero | Kart Toadette    | Champiñón dorado    | En el modo Grand Prix, en la dificultad 100 cc, ganar la copa Especial (Special). |
| Bebé Peach | Ligero | Teddy Buggy      | Heart y Chain Chomp | En el modo Grand Prix, en la dificultad Mirror, ganar la copa Star.               |
| Bebé Daisy | Ligero | Quacker          | Heart y Chain Chomp | En el modo Grand Prix, en la dificultad Mirror, ganar la copa Star.               |

## Circuitos
En Mario Kart: Double Dash!! hay 4 copas, "Champiñón", "Flor", "Estrella" y "Especial" (esta última es desbloqueable), en cada copa hay 4 circuitos, cada circuito tienen como mínimo 3 vueltas, a excepción del "Parque Bebé", pues es la pista de menor longitud y tiene 7 vueltas y el "Coliseo Wario", la cual es la pista de mayor longitud y tiene 2 vueltas, todas ellas recomendadas. El total de circuitos son 16, y existe una copa, llamada recopa (All-Cup Tour) que lleva todas las dieciséis pistas al azar en cuanto al orden, pero siempre comienza con el circuito Luigi y termina con la Senda Arco Iris.
En el modo Batalla hay seis escenarios en total, cuatro de ellos están disponibles desde un principio, mientras que los otros dos son desbloqueables.
| Copa Champiñón                                                           | Copa Flor                                                                            | Copa Estrella                                                                    | Copa Especial                                                   |
| ------------------------------------------------------------------------ | ------------------------------------------------------------------------------------ | -------------------------------------------------------------------------------- | --------------------------------------------------------------- |
| Circuito de Luigi (reaparece en Mario Kart DS)                           | Puente Champiñón (reaparece en Mario Kart DS y Mario Kart Tour)                      | Tierra Sorbete (reaparece en Mario Kart 8)                                       | Coliseo Wario                                                   |
| Playa Peach (reaparece en Mario Kart Wii)                                | Circuito Mario (reaparece en Mario Kart Wii)                                         | Ciudad Champiñón                                                                 | Jungla Dino Dino (reaparecen en Mario Kart 7 y Mario Kart Tour) |
| Parque Bebé (reaparece en Mario Kart DS, Mario Kart 8 y Mario Kart Tour) | Crucero Daisy (reaparece en Mario Kart 7, Mario Kart Tour y Mario Kart 8 Deluxe)     | Circuito Yoshi (reaparecen en Mario Kart DS, Mario Kart 8 y Mario Kart Tour)     | Castillo de Bowser                                              |
| Desierto Seco-Seco (reaparece en Mario Kart 8)                           | Estadio Waluigi (reaparece en Mario Kart Wii, Mario Kart 8 Deluxe y Mario Kart Tour) | Montaña DK (reaparecen en Mario Kart Wii, Mario Kart Tour y Mario Kart 8 Deluxe) | Senda Arco Iris                                                 |

| Nombres en español de escenarios de batalla                         | Nombres en español de escenarios de batalla |
| ------------------------------------------------------------------- | ------------------------------------------- |
| Tierra Galleta (reaparecen en Mario Kart Wii y en Mario Kart Tour)  |                                             |
| Ciudad Bloque                                                       |                                             |
| Nintendo GameCube                                                   |                                             |
| Plaza Tuberías (reaparece en Mario Kart DS)                         |                                             |
| Mansión de Luigi (desbloqueable) (reaparece en Mario Kart 8 Deluxe) |                                             |
| Plataforma (desbloqueable)                                          |                                             |

## Descripción de los circuitos

### Copa Champiñón
- Circuito de Luigi: Circuito privado que ha sido comprado por Luigi. Además, se ve la Mansión de Luigi de Luigi's Mansion. Este es el primer circuito del juego. Comparte su música con el Circuito Yoshi.
- Playa Peach: Una playa que visita Peach a menudo que cuenta con un pueblo y un muelle. La estatua que se ve antes de la línea de partida, también se ve en el juego Super Mario Sunshine.
- Parque Bebé: Un parque de atracciones que hicieron para los bebés de Yoshi's Island. Está hecho en forma de óvalo y es el circuito más corto, por lo que tiene 7 vueltas.
- Desierto Seco-Seco: Un desierto con ruinas que contiene arenas movedizas, Pokeys y un tornado.

### Copa Flor
- Puente Champiñón: Una carretera montañosa con dos largos túneles, un pueblo y un puente.
- Circuito Mario: Los jardines del Castillo de Peach que hicieron en honor a Mario.
- Crucero Daisy: Crucero privado de Daisy que tiene una piscina, un comedor y una sala de máquinas.
- Estadio Waluigi: Un estadio de motocross que ha sido comprado por Waluigi con aros de fuego, enormes saltos y Plantas Pirañas Falsas.

### Copa Estrella
- Tierra Sorbete: Una zona nevada donde patinan Shy Guys. El circuito cuenta con cuevas heladas. También hay témpanos que te congelan si los chocas.
- Ciudad Champiñón: El centro de la Ciudad Champiñón en plena noche y con tráfico en abundancia.
- Circuito Yoshi: Un circuito en forma de Yoshi que se encuentra en una isla junto al mar, con curvas muy cerradas, un túnel y Plantas Pirañas. Comparte su música con el Circuito de Luigi.
- Montaña DK: La jungla de DK que tiene un cañón barril, un volcán, un desfiladero y un puente colgante.

### Copa Especial
- Coliseo Wario: Un coliseo que ha sido comprado por Wario con altas rampas y fosos sin fondo. Tiene 2 vueltas al ser el circuito de mayor longitud.
- Jungla Dino Dino: Una jungla prehistórica con un lago, dinosaurios, géiseres, un templo, una cueva y grandes peligros.
- Castillo de Bowser: El castillo de Bowser que contiene lava, Rocas Picudas, bolas de fuego giratorias y un Bowser que escupe bolas fuego.
- Senda Arco Iris: Circuito infaltable en las sagas de Mario Kart. Este tiene varias curvas y turbos, y además se ven los objetos especiales de los personajes alrededor de la pista.

### Escenarios de batalla
- Tierra Galleta: Es un escenario pequeño en forma de galleta, con obstáculos de gelatina en el centro y en los lados.
- Ciudad Bloque: Similar a "Ciudad Bloque" de Mario Kart 64. Aquí aparecen 4 bloques (rojo, verde, amarillo y azul) aunque ahora cada uno tiene formas diferentes, y no se puede subir a más altura.
- Nintendo GameCube: Un escenario fácil en forma de la consola del juego, Nintendo GameCube, que además tiene el centro el disco del juego.
- Plaza Tuberías: Una plaza de dos pisos con tuberías teletransportadoras, donde si el jugador entra por una tubería del segundo piso, saldrá por el primero y viceversa.

## Contrarreloj
En este modo se pueden batir los tiempos de vuelta y de carrera de cada una de las pistas en las que se puede disputar, con ayuda de dos champiñones en cada pista en la que se juegue (uno por cada personaje que este en el kart, los cuales se pueden usar para dar una propulsión en cualquier parte de cada una de estas. Una vez establecido un tiempo, es posible guardar un fantasma del personaje que se ha manejado para intentar batirle en un nuevo intento y, si además el tiempo establecido es menor a un tiempo determinado, es posible también disputar contra el fantasma de los programadores del juego.

## Objetos
Los objetos se consiguen a través de unas cajas de colores que tienen un signo de interrogación "?" en su interior. Existen dos tipos de objetos en el juego.

### Estándar
Son los que cualquier personaje del juego obtiene. Estos tienen una función en particular tanto ofensiva como defensiva:
- Plátano: Fruta amarilla que al usarla, se deja por la pista y cuando un corredor pasa sobre ella, resbalará y pierde por unos momentos el equilibrio. También sirve como defensa ante los caparazones rojos que persiguen al kart del jugador. Puede lanzarse hacia enfrente o atrás.

- Caparazón verde: Caparazón que sale disparado con una velocidad que depende de la velocidad del coche que lo impulsa y sale en línea recta una vez lanzada. Al chocar contra una pared, rebota y después de rebotar 10 veces, se destruye. Si choca contra un corredor, lo hace tropezar. Puede lanzarse hacia enfrente o atrás.

- Caparazón rojo: Caparazón que persigue al corredor más cercano de adelante y lo hace tropezar, pero con una técnica de derrape es posible esquivarla con práctica. Al chocar contra una pared, se destruye rápidamente. Puede lanzarse hacia enfrente o atrás. Si se lanza hacia atrás, no persigue a ningún corredor.

- Caja de objetos falsa: Un objeto que se hace pasar por una caja de objetos verdadera, pero es de color rojo y tiene el signo de interrogación al revés "¿". Si un corredor choca con él, se tropezará y sufrirá una descarga que el objeto produce durante pocos segundos. No funciona como escudo de caparazones verdes o rojos. Puede lanzarse hacia enfrente o atrás.

- Champiñón / Triple champiñón:  Aumentan la velocidad del kart hasta la máxima por unos segundos. Si se lleva los tres champiñones, es posible que se pierdan dos de ellos si se sufre un impacto con otro objeto o un obstáculo. Al chocar contra un corredor mientras se tiene el efecto, se le puede robar directamente el objeto del otro o hacerlo caer de sus manos.

- Estrella: Pieza estelar que vuelve al jugador invencible durante unos segundos ante los objetos y obstáculos que impacten contra él y aumenta un poco la velocidad. Además, mientras se tiene su efecto, se puede golpear a otros corredores y hacerlos revolcar. También ofrece la posibilidad de robar un objeto a los demás (siempre y cuando si no se lleven objetos). Invencible durante 7 segundos y medio aproximadamente.

- Caparazón azul: Caparazón dotado de alas que va a alta velocidad, cuyo objetivo es impactar con el corredor que vaya en primera posición. Siempre va hacia adelante, si bien automáticamente cambia su rumbo para llegar en el menor tiempo posible a donde su presa. Una vez hallado su blanco, es prácticamente imposible esquivarlo, ya que explota súbitamente y manda a volar todo kart que esté en el área de impacto. Aquel carro que atraviese la zona de colisión, sufrirá una pérdida de velocidad que obliga a todas las víctimas a soltar sus objetos. A pesar de ser prácticamente imposible de esquivarla, se puede lograrlo en la pista Senda Arco Iris al momento de estar en el tubo vertical o en la pista Montaña DK al momento de ser catapultado hacia la montaña. Además el Caparazón azul se puede esquivar haciendo el turbo de derrape azul o si se tiene el efecto de la estrella.

- Rayo: Estela luminosa que vuelve pequeños a todos los demás corredores y su velocidad se reduce hasta la mitad, dejándolos prácticamente vulnerables, recuperan su tamaño normal después de unos segundos. Los que no sufren dicho daño son los corredores que usaron el objeto y los que tienen el efecto de la estrella.

### Especiales
Los objetos especiales son objetos únicos que cada personaje tiene, cada pareja tiene un mismo objeto diferente al de las otras parejas el cual le permite tener una ventaja sobre sus adversarios. Los objetos especiales se consiguen en las cajas de objetos, pero solo se puede tener un objetos especial por pareja al mismo tiempo si se consiguen de esta forma, pero si se consiguen usando el objetos especial de Peach y Daisy, si se pueden tener dos especiales. En el caso de King Boo y Petey Piranha, ellos son los únicos que pueden tener acceso a todos los premios especiales.
- Bolas de fuego: (Mario y Luigi) Al lanzarlas, éstas rebotan sobre la superficie, y cualquiera que los toque, perderá el control sobre la pista y se quemará y así no podrá usar su(s) objeto(s). Al chocar contra la superficie 4 o 5 veces, desaparecen.

- Plátano gigante: (Donkey Kong y Diddy Kong) Enormes y monstruosos plátanos que cubren tres veces el área de un plátano común. Ningún objeto es capaz de destruirlo, solamente otros objetos especiales, y cualquiera que pase, sufrirá un súbito resbalón por la pista. Del plátano gigante salen tres plátanos más.

- Corazones: (Peach y Daisy) Escudo protector que absorbe el impacto de cualquier objeto que atraviese. El efecto de éste objeto permanece por toda la carrera y sólo desaparece si absorbe el golpe dos veces o si se cae víctima de un rayo o se sale de la pista. El efecto especial de este objeto es convertir los objetos absorbidos en objetos propios de los portadores de los corazones. También se puede copiar con los corazones otros objetos especiales. Los objetos que no se pueden obtener con los corazones son: Caparazón azul, Rayo, Chomp Cadenas y el Champiñón dorado.

- Triple Caparazón: (Koopa Troopa y Paratroopa) En lugar de un caparazón, son tres. Caparazones rojos o verdes salen al azar.

- Chomp Cadenas: (Bebé Mario y Bebé Luigi) Es un enorme "perro" que irá hacia adelante y arrasará con todo lo que tenga cerca de sus potentes quijadas. Aparte de atacar, también le hace aumentar en un lapso de tiempo la velocidad del kart del que lo posee y después de esto, se soltará y seguirá su curso hasta chocar contra la pared. Además si aún está encadenado al kart, salvará a los jugadores de caer al vacío, raramente la bomba de Wario y Waluigi pueden hacer a que el Chomp Cadenas sea debilitado y cae como cuando choca con la pared.

- Huevos: (Yoshi y Birdo) Huevos con manchas verdes o rosas que actúan igual que un caparazón rojo, perseguir al kart que esté adelante. La notable diferencia es que al romperse el cascarón, salen tres objetos más como pueden ser plátanos, caparazones verdes, una peligrosa bomba, un champiñón o una estrella.

- Caparazón de Bowser: (Bowser y Bowser Jr.) Este monstruoso caparazón arrasa con todo lo que le cruce: autos, objetos, otras cosas. Casi todo lo avalancha (menos karts con estrellas los cuales pueden destruirlas, también las Bolas de fuego de Mario y Luigi que lo cambian de rumbo de su camino y otros caparazones de Bowser los cuales al chocar rebotan). Solo puede haber dos caparazones en la pista al mismo tiempo, en cuanto se lanza un tercer caparazón, el primer que fue lanzado desaparece.

- Bob-omb: (Wario y Waluigi) Este objeto (bomba) solo se lanza en el aire y cuando cae al suelo, explota en pocos segundos, los jugadores que se encuentren muy cerca de la explosión, volaran por el aire y si llevaban objetos, los perderán.

- Champiñón Dorado: (Toad y Toadette) Este champiñón tras usarlo la primera vez se tiene un tiempo limitado para seguir usándolo cuantas veces se pueda. Es como un triple champiñón pero ilimitado por un tiempo.